# Потоцкое
Потоцкое (укр. Потоцьке) — посёлок,
Першетравненский сельский совет,
Софиевский район,
Днепропетровская область,
Украина.
Код КОАТУУ — 1225287710. Население по переписи 2001 года составляло 9 человек .

## Географическое положение
Посёлок Потоцкое находится в 3-х км от правого берега реки Каменка,
на расстоянии в 2 км от сёл Червоный Яр и Червоное Поле.
Через посёлок проходит железная дорога, станция Потоцкое.